# Cục Phát triển doanh nghiệp (Việt Nam)
Cục Phát triển doanh nghiệp là cơ quan trực thuộc Bộ Kế hoạch và Đầu tư, giúp Bộ trưởng thực hiện chức năng quản lý nhà nước về hỗ trợ phát triển doanh nghiệp nhỏ và vừa; đổi mới và phát triển doanh nghiệp nhà nước.
Chức năng, nhiệm vụ, quyền hạn và cơ cấu tổ chức của Cục Phát triển doanh nghiệp được quy định tại Quyết định số 889/QĐ-BKHĐT ngày 15/5/2023 của Bộ trưởng Bộ Kế hoạch và Đầu tư.

## Nhiệm vụ và quyền hạn
Theo Điều 2, Quyết định số 889/QĐ-BKHĐT ngày 15/5/2023 của Bộ trưởng Bộ Kế hoạch và Đầu tư, Cục Phát triển doanh nghiệp có các nhiệm vụ, quyền hạn chính:
- Chủ trì hoặc tham gia soạn thảo các văn bản quy phạm pháp luật về sắp xếp, đổi mới, tổ chức hoạt động doanh nghiệp nhà nước, hỗ trợ phát triển doanh nghiệp nhỏ và vừa và các cơ chế, chính sách, giải pháp đảm bảo môi trường đầu tư kinh doanh thuận lợi trình cấp có thẩm quyền ban hành.
- Về phát triển doanh nghiệp nhỏ và vừa (DNNVV):

1. Chủ trì, xây dựng các văn bản, chính sách, pháp luật về hỗ trợ DNNVV trình cấp có thẩm quyền ban hành; Hướng dẫn các Bộ, ngành, địa phương tổ chức triển khai Luật hỗ trợ DNNVV.
2. Điều phối, xác định mục tiêu, đối tượng, trọng tâm hỗ trợ để xây dựng và triển khai các kế hoạch, chương trình, dự án hỗ trợ DNNVV trên phạm vi toàn quốc. Phối hợp với các Bộ, cơ quan liên quan tổng hợp ngân sách nhà nước để thực hiện chương trình, dự án, hoạt động hỗ trợ DNNVV.
3. Tổ chức định kỳ giám sát, đánh giá tác động và tổng hợp báo cáo về tình hình hỗ trợ DNNVV trên cả nước.

- Về sắp xếp, đổi mới và phát triển doanh nghiệp nhà nước:

1. Chủ trì hoặc tham gia soạn thảo các văn bản quy phạm pháp luật về sắp xếp, đổi mới, tổ chức hoạt động của doanh nghiệp nhà nước.
2. Chủ trì, phối hợp với các đơn vị liên quan xây dựng kế hoạch sắp xếp, đổi mới phát triển doanh nghiệp nhà nước; hướng dẫn trình tự, thủ tục sắp xếp, đổi mới và phát triển doanh nghiệp nhà nước; công bố thông tin tình hình hoạt động của doanh nghiệp nhà nước.
3. Chủ trì, phối hợp với các đơn vị liên quan thẩm định, đóng góp ý kiến cho các đề án thành lập, sắp xếp, tổ chức lại doanh nghiệp nhà nước; tổng hợp tình hình sắp xếp, đổi mới, phát triển doanh nghiệp nhà nước theo phân công.
4. Phối hợp với các đơn vị liên quan trong Bộ thực hiện đóng góp ý kiến đối với chiến lược, kế hoạch sản xuất kinh doanh của doanh nghiệp nhà nước.

- Chủ trì hoặc phối hợp hướng dẫn thực hiện và tham gia ý kiến đối với các vướng mắc của doanh nghiệp.
- Thực hiện nhiệm vụ của cơ quan đại diện về DNNVV của Việt Nam tại các diễn đàn hợp tác đa phương, song phương (theo cấp làm việc tương đương). Thực hiện hợp tác quốc tế về các lĩnh vực thuộc chức năng, nhiệm vụ của Cục.
- Thực hiện các nhiệm vụ khác theo phân công của Bộ trưởng.

## Lãnh đạo Cục[1]
- Phó Cục trưởng phụ trách: Bùi Thu Thủy
- Phó Cục trưởng:

1. Trịnh Thị Hương
2. Nguyễn Đức Trung

## Cơ cấu tổ chức
(Theo Điều 3, Quyết định số 889/QĐ-BKHĐT ngày 15/5/2023 của Bộ trưởng Bộ Kế hoạch và Đầu tư)

### Các phòng thực hiện chức năng quản lý nhà nước
- Văn phòng Cục
- Phòng Hỗ trợ thông tin và Chuyển đổi số
- Phòng Chính sách và Hợp tác quốc tế
- Phòng Doanh nghiệp nhỏ và vừa
- Phòng Đổi mới doanh nghiệp nhà nước

### Các đơn vị sự nghiệp
- Trung tâm Hỗ trợ doanh nghiệp nhỏ và vừa phía Bắc
- Trung tâm Hỗ trợ doanh nghiệp nhỏ và vừa phía Nam